# 塚人
塚人（Barrow-wight）は、いわゆる不死の怪物（アンデッドクリーチャー）の一種である。ファンタジー作家J・R・R・トールキンの作品世界中つ国においては、死体や死者の骨に憑依して操る悪霊である。

## 概要
『指輪物語』に登場する悪霊で、バロウ・ワイトとも表記する。塚山丘陵にてアングマールの魔王の手によって召喚され、そこに葬られていたおそらくカルドランの死者に憑依し、目覚めたものと思われる。彼らはその冷たい低い声と霧でもってフロド・バギンズらホビット4人組を惑わせ、塚山丘陵に誘い込むことに成功する。そしてその青白い眼光と氷のように冷たい手で獲物を麻痺させ、墓室に横たえさせると、呪いの詩を唄いながら彼らにとどめを刺そうとした。が、間一髪の所で勇気を取り戻したフロドによってその手を切り落とされる。ワイトたちは怒りに唸ったが、フロドが助けを求めた不思議な老人トム・ボンバディルがやって来たことによって塚から追い払われた。
その後塚に埋葬されていた品からホビット達は塚山出土の剣を受け取り、トムはブローチを手に入れた。この剣（特にメリアドク・ブランディバックが受け取ったもの）は後に大きな役目を果たすこととなる。

## 語源
塚人の語源だが、塚（barrow）は死者を葬るための古墳・塚（mound）のことを指し、人（wight）は中期英語で"生きているもの"もしくは"被造物"、特に"人間"を指す言葉であった。故に必ずしも悪霊だとか幽霊だとかいったものを意味する言葉ではなかった。しかしトールキンはこの語が近世のドイツ語"Wicht"（de:Wichtel、即ちインプの意味）と同系統にあたることに気付き、それと古い北欧のサーガからコンセプトを拝借することによって、この不死の怪物を生み出した。ただBarrow-wightという単語自体は、1869年にウィリアム・モリスが古代のアイスランド文学Grettis sagaを翻訳した際に、使用したのが初めてだとされている。
その後『指輪物語』で使用されたことでバロウ・ワイトが有名になり、『ダンジョンズ&ドラゴンズ』などを始めとしたファンタジー作品やゲームなどで、ワイトというアンデッド・モンスターが広く認知されるようになった。

## その他
実写映画作品では、トム・ボンバティルと同様一切登場しない。なお、劇中でフロド達はアラゴルンより剣を受けて以後もち歩くが、原作では塚人に襲われた後に手に入れる、塚山出土の剣を使用している。本シリーズでは塚人のほか、たとえば柳じじいなど、原作での多くの登場人物が未登場である。